# 北区立十条中学校
北区立十条中学校（きたくりつじゅうじょうちゅうがっこう）は、東京都北区にあった区立中学校。1947年（昭和22年）に開校。2008年（平成20年）に閉校、北区立富士見中学校と合併し北区立十条富士見中学校となった。
閉校時の校舎は1963年（昭和38年）に建てられていたものである。

## 沿革
- 1947年（昭和22年） 北区立十条中学校設立[1]
- 1948年（昭和23年） 旧校舎落成[2] PTA発足
- 1957年（昭和32年） 創立10周年式典（校旗・校歌制定）
- 1963年（昭和38年） 校舎落成 プール竣工式
- 1966年（昭和41年） 給食室・調理室完工
- 1967年（昭和42年） 創立20周年式典（校歌歌碑建立）
- 1971年（昭和46年） 文部省学校保健統計協力校
- 1977年（昭和52年） 創立30周年式典
- 1986年（昭和61年） 新体育館落成
- 1989年（平成元年） 校舎大改築工事竣工
- 1992年（平成4年） 文部省・区道徳教育推進校
- 1994年（平成6年） 生ごみ処理機設置
- 1995年（平成7年） 都健全育成研究推進校・スクールカウンセラー活用調査研究委託校
- 1997年（平成9年） 創立50周年
- 2001年（平成13年） 文部科学省・総務省次世代ITを活用した未来型教育研究開発事業モデル校
- 2003年（平成15年） 文部科学省科学技術・理科教育推進モデル事業指定校
- 2004年（平成16年） 都連携型中高一貫教育校
- 2008年（平成20年） 閉校

## 教育目標
人間尊重の精神を培い、豊かな心と広い視野を持ち、主体的に行動できる人を育成する。
- 意欲的に学び、深く考え、正しく判断できる生徒を育てる。
- 正義と責任を重んじ、思いやりのある生徒を育てる。
- 心身ともに健康で自主的精神に満ち、個性豊かな生徒を育てる。

## 出身者
- 高木啓 - 政治家

## 交通
- JR埼京線十条駅 下車 徒歩4分